# Zygia ocumarensis
Zygia ocumarensis là một loài thực vật có hoa trong họ Đậu. Loài này được (Pittier) Barneby & J.W. Grimes miêu tả khoa học đầu tiên năm 1997.